# コモン・コア・ブースター
コモン・コア・ブースター (Common Core Booster, CCB) はアトラス Vの第1段に使用されるモジュラー設計を取り入れたアメリカ合衆国のロケットである。モジュラー構想として、アトラスVヘビーはブースターとして両脇に同形の2本を追加した3本で重量物の打ち上げに対応する構成とされたがキャンセルされた。その他には、CCBを第1段に使用するロケットとして日本のGXロケットがこれを利用するものとして計画されたが2009年末に中止された。
CCBは全長が32.46メートル (106.5 ft)で直径が3.81メートル (12.5 ft)でRP-1と液体酸素を燃焼させるRD-180エンジンが1基使用される。
CCBとRD-180エンジンの試験はマーシャル宇宙飛行センターとロシアのヒムキで実施された。試験は2001年12月に最後のエンジン試験が実施された。CCBを備えたアトラスⅤは2002年8月21日にケープカナベラル空軍基地の41番発射台から最初に打ち上げられた。2015年1月時点においてアトラスⅤは52基が打ち上げられ全て1基のCCBが使用された。